# 千駄ケ谷駅
千駄ケ谷駅（せんだがやえき） は、東京都渋谷区千駄ヶ谷一丁目にある、東日本旅客鉄道（JR東日本）中央本線の駅である。駅番号はJB 12。渋谷区内の鉄道駅では最も東に位置する。
当駅には中央・総武線各駅停車のみが停車する。また、特定都区市内制度における「東京都区内」および「東京山手線内」に属する。駅名は「千駄ケ谷」と表記するが、地名は「千駄ヶ谷」。

## 歴史
当時の甲武鉄道が飯田町 - 中野間を電化した際、当駅を旅客駅として新設開業したが、当時の乗降客は一日に250人程度であった。その後、米軍による空襲を受けて駅舎が被災するなどしたが、駅に隣接して駅前に被さる首都高速4号新宿線高架道路完成や駅舎改築を経て現在の姿となっている。

### 年表
- 1904年（明治37年）8月21日：甲武鉄道の駅として開設[3]。当初は旅客営業のみ[4]。
- 1906年（明治39年）10月1日：甲武鉄道国有化により逓信省の駅となる[5]。
- 1909年（明治42年）10月12日：線路名称制定により中央東線（1911年から中央本線）の所属となる[5]。
- 1914年（大正3年）12月20日：荷物の取扱開始[4]。
- 1924年（大正13年）：2代目駅舎が完成。
- 1945年（昭和20年）
  - 5月18日：東京大空襲により駅舎が全焼[6]。
  - 12月：木造バラック駅舎建築。
- 1949年（昭和24年）
  - 6月1日：日本国有鉄道発足[7]。
  - 7月15日：荷物扱い廃止[4]。
- 1956年（昭和31年）4月2日：駅舎改築[6]（PCブロック構造）。モデル駅に指定。
- 1958年（昭和33年）1月：アジア競技大会開催に伴い改築。
- 1964年（昭和39年）9月：東京オリンピックにあわせ改築。臨時ホーム新設。
- 1976年（昭和51年）7月：みどりの窓口営業開始[8]。
- 1980年（昭和55年）12月：ホームに将棋の駒のオブジェ設置（日本将棋連盟より寄贈）。
- 1986年（昭和61年）10月23日：国立霞ヶ丘競技場陸上競技場からの観客5000人が当駅の改札に殺到し、群衆事故が起こる[9]。46人負傷[9]。
- 1987年（昭和62年）4月1日：国鉄分割民営化に伴い、東日本旅客鉄道（JR東日本）の駅となる[10]。
- 1990年（平成2年）6月2日：自動改札機導入[11]。
- 1998年（平成10年）3月：エスカレーターの使用を開始。
- 2001年（平成13年）11月18日：ICカード「Suica」の利用が可能となる[報道 1]。
- 2007年（平成19年）3月9日：みどりの窓口の営業終了。
- 2009年（平成21年）4月：駅構内が全面禁煙になる。
- 2012年（平成24年）9月：エレベーターの使用開始。
- 2016年（平成28年）9月18日：2020年東京オリンピックに向けての駅舎改修工事のため、仮駅舎使用開始[報道 2]。
- 2019年（平成31年・令和元年）
  - 2月1日：駅遠隔操作システム（現・お客さまサポートコールシステム）導入に伴い、早朝無人化[12]。
  - 10月27日：新駅舎の供用を開始[報道 3]。
- 2020年（令和2年）
  - 3月22日：新宿方面行のりば（旧1番線）を新ホームへ移設[報道 3][新聞 1]。
  - 6月13日：ホームドアの使用開始[報道 4]。

### 新宿御苑仮停車場
1927年（昭和2年）2月7日より2日間に渡って行われた大正天皇の大喪の礼に際し、当駅の付近に新宿御苑仮停車場（しんじゅくぎょえんかりていしゃじょう）が開設されている。
当時複々線化のため新設工事中だった列車線（現・上り急行線）新宿御苑側に専用ホームと駅舎が設置され、霊柩列車を東浅川駅へ奉送運行する際に使用された。同年2月9日に廃止となり、駅舎は浅川駅へ移設された。

## 駅構造
単式ホーム2面2線を有する地上駅である。かつてはみどりの窓口が営業していたが2007年（平成19年）に営業終了し、代わりに指定席券売機が設置されている。2019年（平成31年）2月1日より、駅遠隔操作システム（現・お客さまサポートコールシステム）が導入され、早朝時間帯は、遠隔対応（インターホン対応は四ツ谷駅が行う）のため改札係員は不在となり、一部の自動券売機のみが稼働する。
1964年東京オリンピック開催時に、旧1番線反対側に臨時ホームが設置され、五輪観戦客の混雑緩和を図っていたが、開催後は1989年に大葬の礼で使用した以外は閉鎖された状態が続いていた。その後、2020年東京オリンピック開催に向け、臨時ホームを再整備のうえ西行専用ホームとして使用することになり、エスカレーターやエレベーター、ホームドア設置と改札口移設が行われた。また、ホームドアを設けるため、従来は5メートルだったホーム横幅を最大9メートルに拡張する工事も同時に行われた。

### のりば
| 番線 | 路線                     | 方向 | 行先                       |
| ---- | ------------------------ | ---- | -------------------------- |
| 1    | 中央・総武線（各駅停車） | 西行 | 新宿・中野・三鷹方面       |
| 2    | 中央・総武線（各駅停車） | 東行 | 御茶ノ水・秋葉原・千葉方面 |

（出典：JR東日本:駅構内図）
- 2020年（令和2年）3月14日のダイヤ改正以降、早朝・深夜に設定されていた東京駅発着の各駅停車が消滅した[報道 5]。

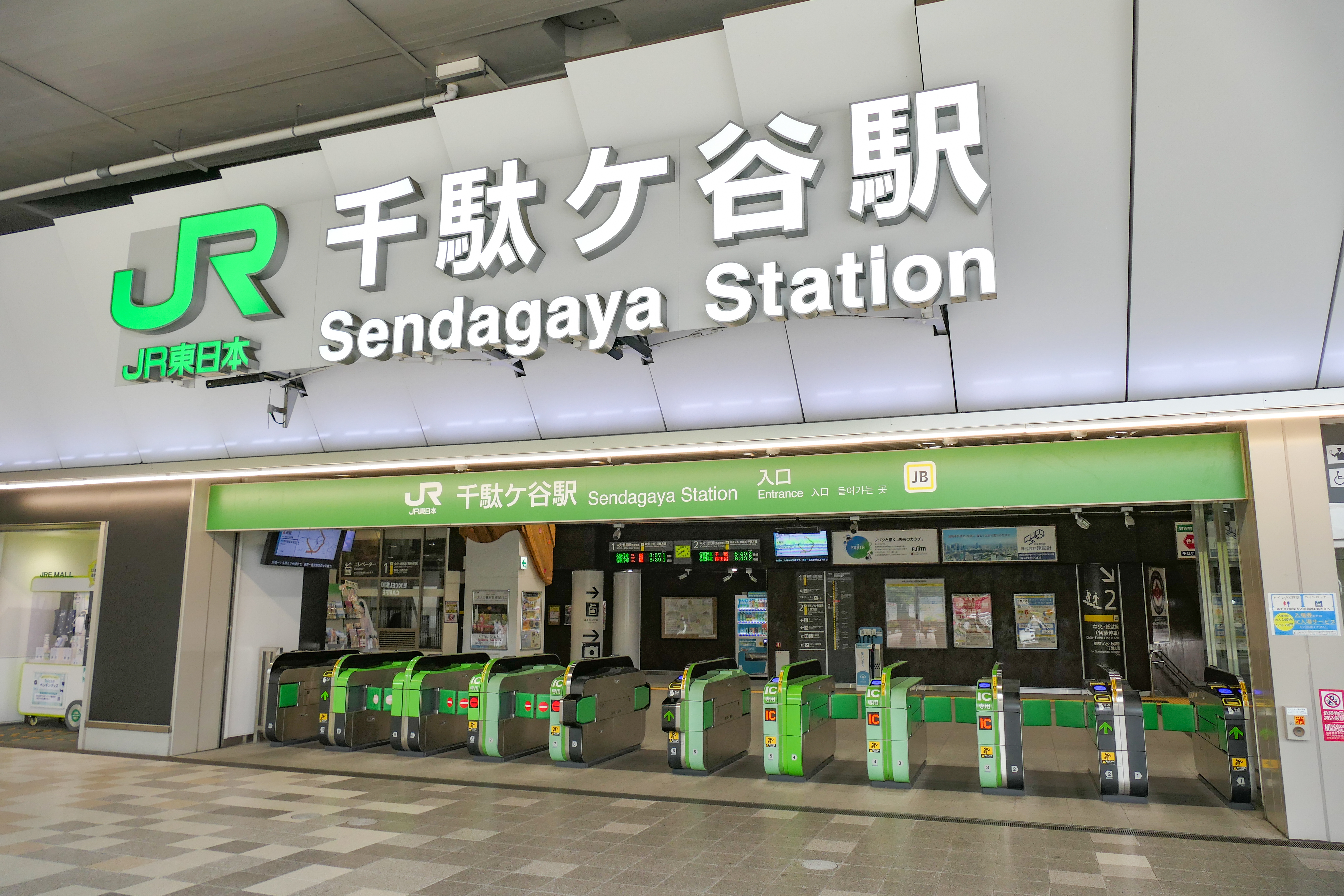
駅出入口及び改札（2022年11月）
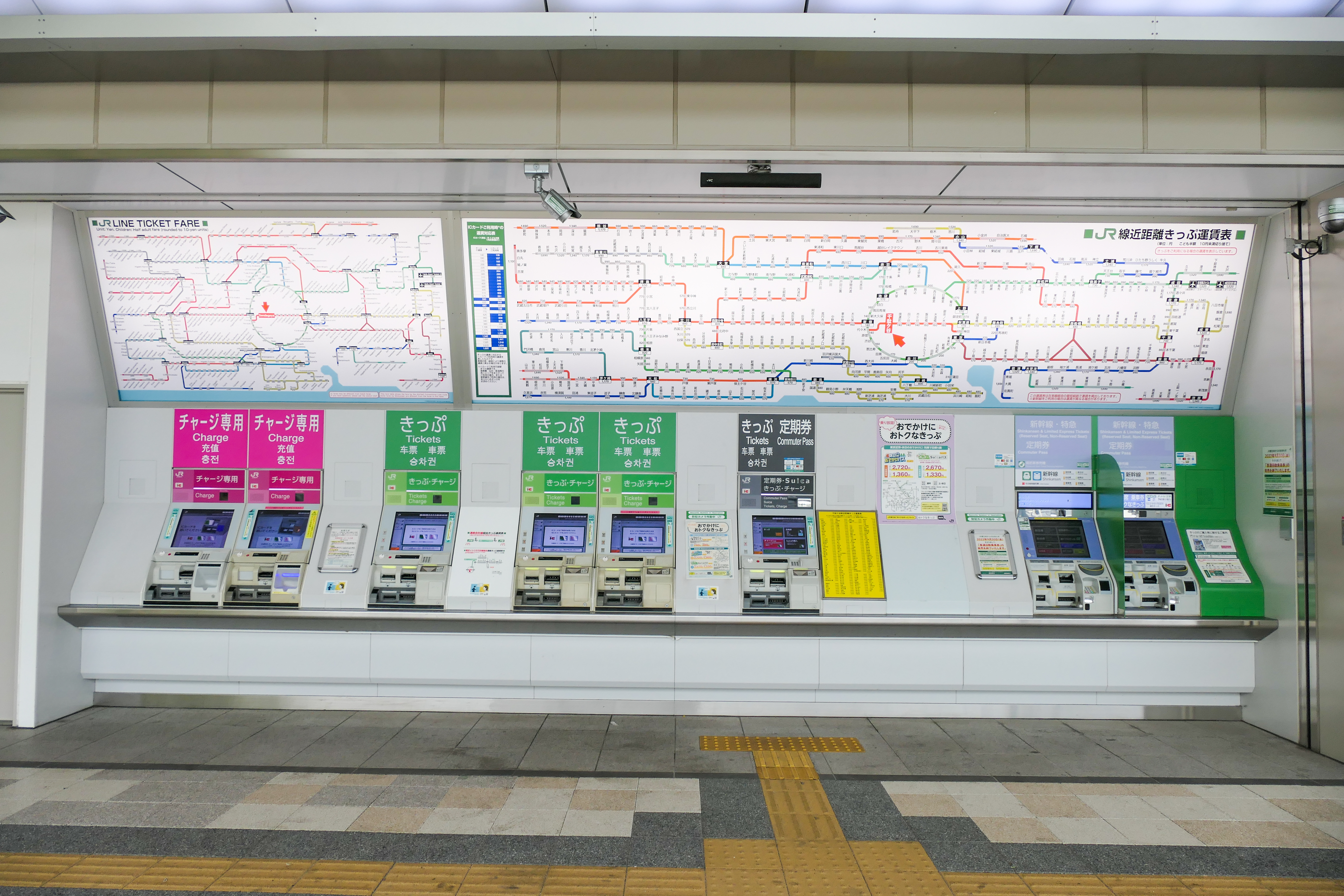
切符売り場（2022年11月）
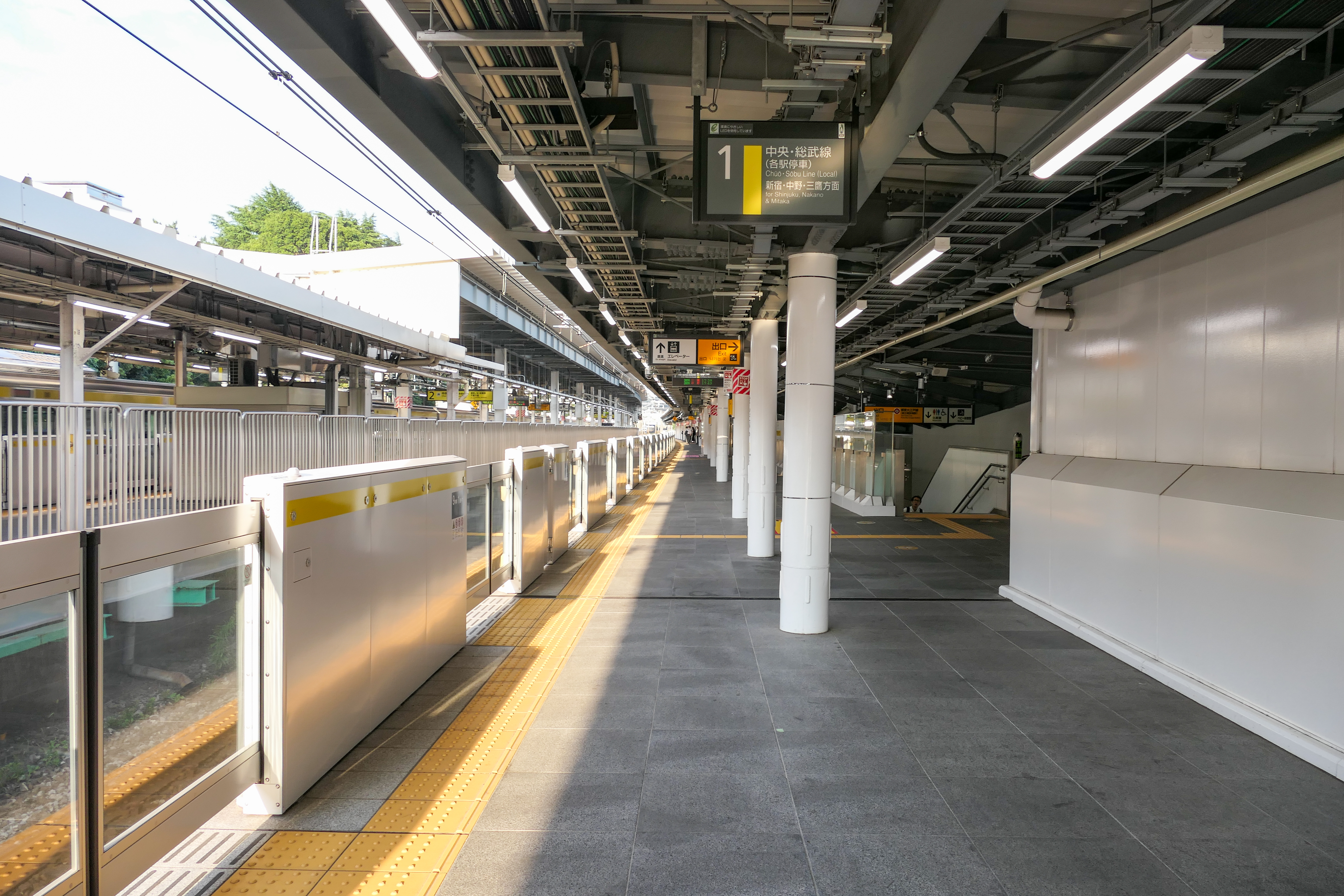
1番線ホーム（2023年7月）
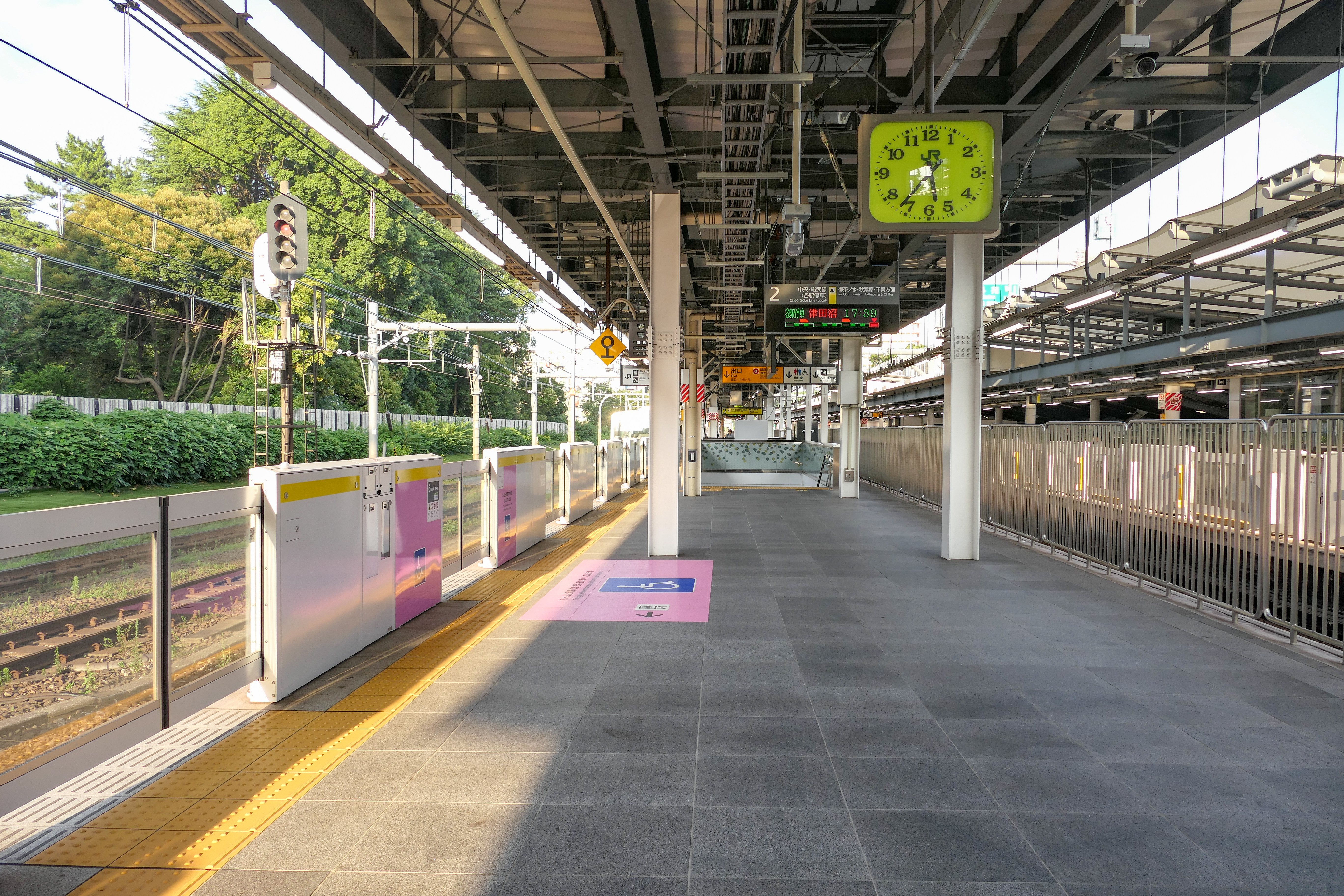
2番線ホーム（2023年7月）

## 利用状況
2023年度（令和5年度）の1日平均乗車人員は16,567人である。中央・総武線（千葉駅 - 三鷹駅間）においては幕張駅に次いで少ない。但し、神宮外苑花火大会や東京体育館・国立競技場でイベントが実施される際は、当駅を利用する客で混雑することがある。
1990年度（平成2年度）以降の1日平均乗車人員の推移は以下の通り。
| 年度               | 1日平均乗車人員 | 1日平均乗車人員 | 1日平均乗車人員 | 出典     |
| 年度               | 定期外          | 定期            | 合計            | 出典     |
| ------------------ | --------------- | --------------- | --------------- | -------- |
| 1990年（平成02年） |                 |                 | 28,112          | [ * 1 ]  |
| 1991年（平成03年） |                 |                 | 29,806          | [ * 2 ]  |
| 1992年（平成04年） |                 |                 | 29,085          | [ * 3 ]  |
| 1993年（平成05年） |                 |                 | 28,866          | [ * 4 ]  |
| 1994年（平成06年） |                 |                 | 27,795          | [ * 5 ]  |
| 1995年（平成07年） |                 |                 | 27,068          | [ * 6 ]  |
| 1996年（平成08年） |                 |                 | 25,800          | [ * 7 ]  |
| 1997年（平成09年） |                 |                 | 25,313          | [ * 8 ]  |
| 1998年（平成10年） |                 |                 | 24,463          | [ * 9 ]  |
| 1999年（平成11年） |                 |                 | 23,923          | [ * 10 ] |
| 2000年（平成12年） |                 |                 | 23,123          | [ * 11 ] |
| 2001年（平成13年） |                 |                 | 22,698          | [ * 12 ] |
| 2002年（平成14年） |                 |                 | 23,022          | [ * 13 ] |
| 2003年（平成15年） |                 |                 | 22,508          | [ * 14 ] |
| 2004年（平成16年） |                 |                 | 22,419          | [ * 15 ] |
| 2005年（平成17年） |                 |                 | 22,213          | [ * 16 ] |
| 2006年（平成18年） |                 |                 | 21,993          | [ * 17 ] |
| 2007年（平成19年） |                 |                 | 22,543          | [ * 18 ] |
| 2008年（平成20年） | 12,567          | 8,742           | 21,309          | [ * 19 ] |
| 2009年（平成21年） | 12,177          | 8,348           | 20,525          | [ * 20 ] |
| 2010年（平成22年） | 11,582          | 8,685           | 20,268          | [ * 21 ] |
| 2011年（平成23年） | 11,383          | 8,625           | 20,008          | [ * 22 ] |
| 2012年（平成24年） | 9,901           | 8,524           | 18,426          | [ * 23 ] |
| 2013年（平成25年） | 11,893          | 8,551           | 20,444          | [ * 24 ] |
| 2014年（平成26年） | 10,495          | 8,293           | 18,788          | [ * 25 ] |
| 2015年（平成27年） | 9,875           | 8,118           | 17,994          | [ * 26 ] |
| 2016年（平成28年） | 10,128          | 8,299           | 18,427          | [ * 27 ] |
| 2017年（平成29年） | 10,267          | 8,747           | 19,015          | [ * 28 ] |
| 2018年（平成30年） | 8,178           | 9,089           | 17,268          | [ * 29 ] |
| 2019年（令和元年） | 7,763           | 8,688           | 16,452          | [ * 30 ] |
| 2020年（令和02年） | 4,229           | 5,911           | 10,141          |          |
| 2021年（令和03年） | 5,777           | 5,903           | 11,680          |          |
| 2022年（令和04年） | 8,320           | 6,289           | 14,610          |          |
| 2023年（令和05年） | 9,830           | 6,737           | 16,567          |          |

## 駅周辺
- 東京体育館
- 国立競技場
- 国立能楽堂
- 神宮外苑
- 新宿御苑
- 明治神宮野球場
- 明治神宮アイススケート場

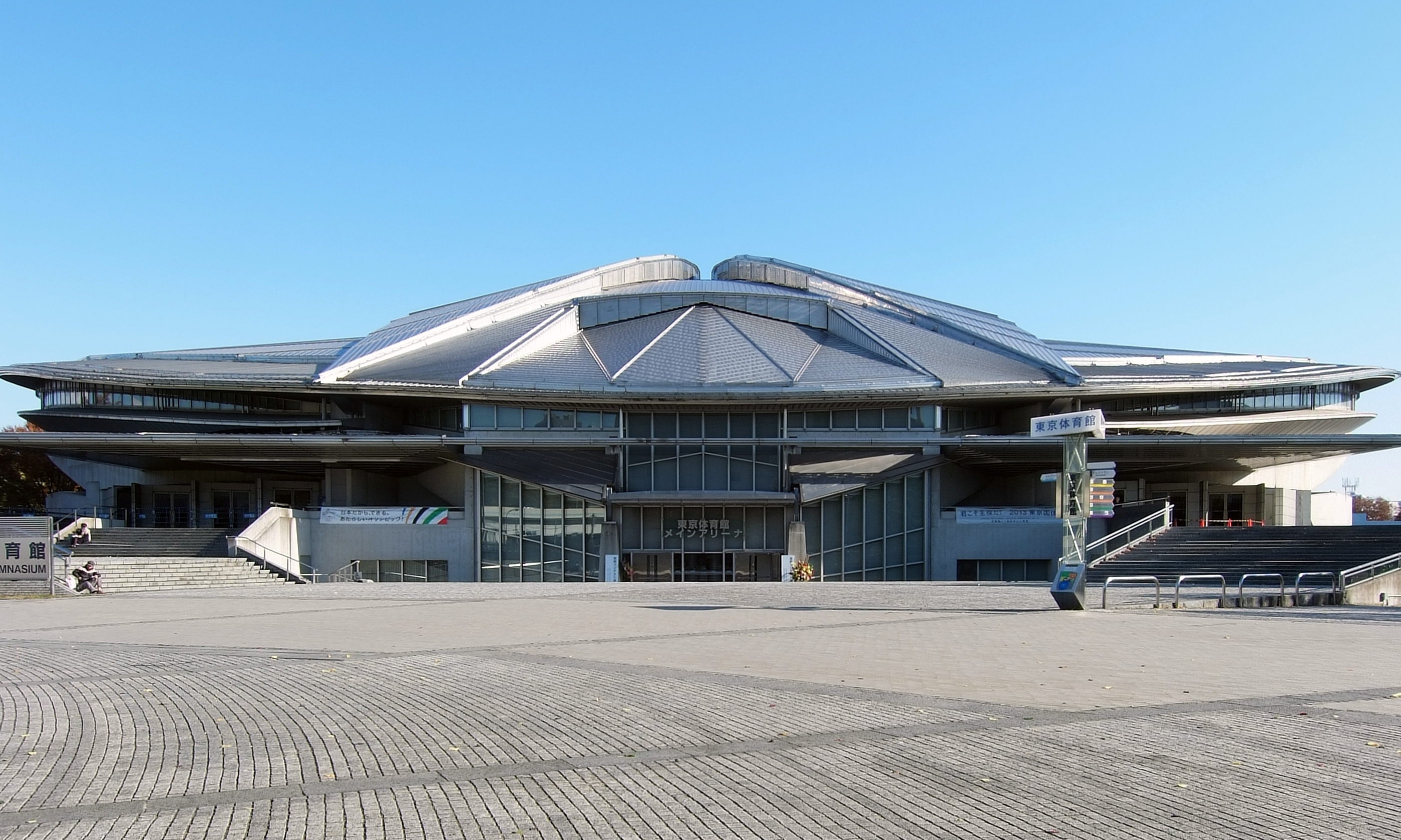
東京体育館

- 三井ガーデンホテル神宮外苑の杜プレミア（千駄ヶ谷コート跡地[16]）
- ヒューリック将棋会館千駄ヶ谷ビル
  - 日本将棋連盟
  - 棋の音
- 東京勤労者医療会代々木病院
- 都営地下鉄大江戸線国立競技場駅 - A5出入口が最寄りで至近距離だが、連絡運輸扱いがないため正式な乗換駅にならない。
- 東京メトロ副都心線北参道駅
- 原宿警察署千駄ヶ谷駅前交番
- 佐藤美術館
- 津田塾大学千駄ヶ谷キャンパス

### バス路線
最寄りのバス停留所は千駄ヶ谷駅前（国立競技場駅前）停留所となる。以下の路線が乗入れている。
- 都営バス
  - 早81系統：渋谷駅東口（循環） / 早大正門行
  - 黒77系統：目黒駅前行

千駄ケ谷駅（東京体育館）停留所
- ハチ公バス（東急バス）
  - 神宮の杜ルート：代々木駅方面 / 渋谷駅ハチ公口方面

## その他
- かつて2番線ホーム中央の水飲み場には、日本将棋連盟本部所在地に因み、将棋の王将の駒を模したモニュメント（書は大山康晴によるもの）があったが[新聞 3]、改良工事に伴い一時撤去された[17]。2020年（令和2年）8月21日から駅コンコースに設けられた将棋コーナーに移設され、羽生善治の揮毫による駅名の書と共に展示されている[17][18][新聞 4]。

## 隣の駅
東日本旅客鉄道（JR東日本）
 中央・総武線（各駅停車）
信濃町駅 (JB 13) - 千駄ケ谷駅 (JB 12) - 代々木駅 (JB 11)

### 記事本文

##### 報道発表資料
1. ↑  “Suicaご利用可能エリアマップ（2001年11月18日当初）” (PDF).   東日本旅客鉄道. 2019年7月27日時点のオリジナルよりアーカイブ。2020年4月23日閲覧。
2. 1 2  『駅改良の工事計画について』（PDF）（プレスリリース）東日本旅客鉄道、2016年6月8日。オリジナルの2019年8月18日時点におけるアーカイブ。2019年11月19日閲覧。
3. 1 2  『千駄ケ谷駅 新駅舎及び新ホームの供用開始について』（PDF）（プレスリリース）東日本旅客鉄道東京支社、2019年9月17日。オリジナルの2019年9月18日時点におけるアーカイブ。2019年9月18日閲覧。
4. ↑  『より安全な駅ホーム・踏切の実現に向けた取組みについて』（PDF）（プレスリリース）東日本旅客鉄道、2020年4月7日。オリジナルの2020年4月7日時点におけるアーカイブ。2020年4月7日閲覧。
5. ↑  『2020年3月ダイヤ改正について』（PDF）（プレスリリース）東日本旅客鉄道、2019年12月13日、6頁。オリジナルの2019年12月13日時点におけるアーカイブ。2020年2月29日閲覧。

##### 新聞記事
1. ↑  “国立競技場最寄り駅リニューアル JR千駄ケ谷に新ホーム”. 共同通信. (2020年3月22日).  オリジナルの2020年3月22日時点におけるアーカイブ。 2020年3月22日閲覧。
2. 1 2  “JR千駄ケ谷駅、改良工事急ピッチ 新国立競技場最寄り”. 朝日新聞. (2018年7月18日).  オリジナルの2020年9月16日時点におけるアーカイブ。 2020年9月16日閲覧。
3. ↑  “疑問解決モンジロー 水飲み場少なくなった?”. 朝日新聞 (東京都: 朝日新聞社):  p. 27（生活）. (2004年7月10日)
4. ↑  “石の「王将」お引っ越し JR千駄ケ谷駅”. 朝日新聞. (2020年9月14日).  オリジナルの2020年9月15日時点におけるアーカイブ。 2020年9月15日閲覧。

### 利用状況
1. ↑  東京都統計年鑑 - 東京都
2. ↑  渋谷区勢概要 - 渋谷区
3. ↑  新宿区の概況 - 新宿区

JR東日本の2000年度以降の乗車人員
1. ↑  各駅の乗車人員（2000年度） - JR東日本
2. ↑  各駅の乗車人員（2001年度） - JR東日本
3. ↑  各駅の乗車人員（2002年度） - JR東日本
4. ↑  各駅の乗車人員（2003年度） - JR東日本
5. ↑  各駅の乗車人員（2004年度） - JR東日本
6. ↑  各駅の乗車人員（2005年度） - JR東日本
7. ↑  各駅の乗車人員（2006年度） - JR東日本
8. ↑  各駅の乗車人員（2007年度） - JR東日本
9. ↑  各駅の乗車人員（2008年度） - JR東日本
10. ↑  各駅の乗車人員（2009年度） - JR東日本
11. ↑  各駅の乗車人員（2010年度） - JR東日本
12. ↑  各駅の乗車人員（2011年度） - JR東日本
13. 1 2 3  各駅の乗車人員（2012年度） - JR東日本
14. 1 2 3  各駅の乗車人員（2013年度） - JR東日本
15. 1 2 3  各駅の乗車人員（2014年度） - JR東日本
16. 1 2 3  各駅の乗車人員（2015年度） - JR東日本
17. 1 2 3  各駅の乗車人員（2016年度） - JR東日本
18. 1 2 3  各駅の乗車人員（2017年度） - JR東日本
19. 1 2 3  各駅の乗車人員（2018年度） - JR東日本
20. 1 2 3  各駅の乗車人員（2019年度） - JR東日本
21. 1 2 3  各駅の乗車人員（2020年度） - JR東日本
22. 1 2 3  各駅の乗車人員（2021年度） - JR東日本
23. 1 2 3  各駅の乗車人員（2022年度） - JR東日本
24. 1 2 3  各駅の乗車人員（2023年度） - JR東日本

東京都統計年鑑
1. ↑  東京都統計年鑑（平成2年）
2. ↑  東京都統計年鑑（平成3年）
3. ↑  東京都統計年鑑（平成4年）
4. ↑  東京都統計年鑑（平成5年）
5. ↑  東京都統計年鑑（平成6年）
6. ↑  東京都統計年鑑（平成7年）
7. ↑  東京都統計年鑑（平成8年）
8. ↑  東京都統計年鑑（平成9年）
9. ↑  東京都統計年鑑（平成10年） (PDF)
10. ↑  東京都統計年鑑（平成11年） (PDF)
11. ↑  東京都統計年鑑（平成12年）
12. ↑  東京都統計年鑑（平成13年）
13. ↑  東京都統計年鑑（平成14年）
14. ↑  東京都統計年鑑（平成15年）
15. ↑  東京都統計年鑑（平成16年）
16. ↑  東京都統計年鑑（平成17年）
17. ↑  東京都統計年鑑（平成18年）
18. ↑  東京都統計年鑑（平成19年）
19. ↑  東京都統計年鑑（平成20年）
20. ↑  東京都統計年鑑（平成21年）
21. ↑  東京都統計年鑑（平成22年）
22. ↑  東京都統計年鑑（平成23年）
23. ↑  東京都統計年鑑（平成24年）
24. ↑  東京都統計年鑑（平成25年）
25. ↑  東京都統計年鑑（平成26年）
26. ↑  東京都統計年鑑（平成27年）
27. ↑  東京都統計年鑑（平成28年）
28. ↑  東京都統計年鑑（平成29年）
29. ↑  東京都統計年鑑（平成30年）
30. ↑  東京都統計年鑑（平成31年・令和元年）